# 大韓イエス教長老会 (統合)
大韓イエス教長老会（統合）（だいかんイエスきょうちょうろうかい（とうごう））は、大韓民国のキリスト教長老派の教会のひとつ。
世界教会協議会（WCC）に参加し、エキュメニカル運動に積極的な立場をとっている。信徒数は約280万人（2012年）。
1959年、WCCへの参加を巡り、大韓イエス教長老会が統合派と合同派に分裂した。本項で扱う統合派の正式名称は「大韓イエス教長老会総会」（英語名称: The Presbyterian Church of Korea、略称: PCK）である。長老会系他派と区別するための略称として、韓国では「예장통합」、日本では「PCK：統合」や「統合PCK」などが用いられる。

## 歴史

### 前史
朝鮮における長老派教会の歴史は、1884年の米国のH・N・アレン牧師入国に始まる。翌1885年にはアメリカ合衆国長老教会（北長老教会、PCUSA）のH・G・アンダーウッド牧師が朝鮮に入り、1887年には漢城の新門路（現在のソウル特別市鍾路区）にセムナン教会 (ko:새문안교회) を設立している。朝鮮における長老派の教団組織は1912年に平壌で「朝鮮耶蘇教長老会総会」として結成された。
1947年、南部朝鮮における長老派の教団組織は「朝鮮イエス教長老会総会」を再建、1949年に大韓イエス教長老会に改称している。しかし、出獄聖徒（日本統治下における神社参拝を拒絶し投獄された人々）を中心とする人々が高神派 (ko:대한예수교장로회(고신)) として分かれ、自由主義神学派の人々が韓国基督教長老会を組織して分かれた。

### 統合派と合同派の分離
エキュメニカル運動を進める世界教会協議会（WCC）への加入をめぐり、韓景職牧師を中心とする加入賛成派（統合派）と、朴亨龍牧師を中心とする加入反対派（合同派）が対立。加入反対派（合同派）は1959年に別組織を立てて分離した。
統合派は合同派との再統一のために、1960年にWCCを脱退しているが、再統一は不調に終わり、1969年にWCCに再加入している。

## 神学
エキュメニカル運動を積極的に参加する立場をとる。アメリカ合衆国長老教会（PCUSA）の神学的動向と歩調を共にしており、1986年に「大韓イエス教長老会信仰告白」を作成、2002年に「21世紀大韓イエス教長老会信仰告白書」を追加している。
統合派は、カルヴァンの予定説による「限定的贖罪」の考え方を否定し、カール・バルトの弁証法神学にもとづく福音主義的な聖書解釈をおこなう傾向にある。ウェストミンスター信仰告白、ウェストミンスター大教理問答は使用しておらず、ウェストミンスター小教理問答のみを採用している。

## 組織
教団が発表している教勢は以下の通り（2012年12月31日現在）。
- 老会：65か所
- 教会：8417か所
- 牧師：1万6853名
- 教員（信徒）: 281万0531名

教団本部はソウル特別市鍾路区にある。所属教会には、セムナン教会 (ko:새문안교회) （ソウル特別市鍾路区）、永楽教会 (ko:영락교회) （ソウル特別市中区）、明声教会 (ko:명성교회) （ソウル特別市江東区）、所望教会 (ko:소망교회) （ソウル特別市江南区）、蓮洞教会 (ko:연동교회) （ソウル特別市鍾路区）などがある。
神学大学として以下を持つ。
- 長老会神学大学校 (ko:장로회신학대학교) （ソウル特別市広津区）
- ソウル長神大学校 (ko:서울장신대학교) （京畿道広州市）
- 大田神学大学校 (ko:대전신학대학교) （大田広域市大徳区）
- 湖南神学大学校 (ko:호남신학대학교) （光州広域市南区）
- 嶺南神学大学校 (ko:영남신학대학교) （慶尚北道慶山市）
- 釜山長神大学校 (ko:부산장신대학교) （慶尚南道金海市）
- 韓一長神大学校 (ko:한일장신대학교) （全羅北道完州郡）

機関紙は『基督公報』 (ko:기독공보) 。出版機関として韓国長老教出版（한국 장로교 출판）を持つ。

## 他組織との関係
世界教会協議会（WCC）に参加（韓国の教会ではほかに基督教大韓監理会 (ko:기독교대한감리회) 、大韓聖公会、韓国基督教長老会が参加している）。
韓国国内では、韓国基督教協議会 (ko:한국기독교교회협의회) 、韓国教会連合 (ko:한국교회연합) に加入している。